# داستان‌های پایان هفته: یک امر زنانه
داستان‌های پایان هفته: یک امر زنانه (لهستانی: Opowieści weekendowe: Damski interes) یک تله‌فیلم دلهره‌آور روان‌شناختی لهستانی به کارگردانی کشیشتف زانوسی است که در سال ۱۹۹۶ منتشر شد.

## گزیدهٔ بازیگران
- یوانا اشتپکوفسکا
- مارتا لیپینسکا
- آنا نخربتسکا
- ماگدالنا زاوادسکا
- ماگدالنا واژخا
- آندژی پیچنسکی